# Enis Bardhi
Enis Bardhi (Skopje, 2 de juliol de 1995) és un futbolista macedoni, d'origen albanès, que juga de migcampista al Bodrum FK
turc. És internacional amb la selecció de futbol de Macedònia del Nord.

## Carrera
Bardhi va començar la seva carrera en les categories inferiors del FK Shkupi macedoni. Després va jugar una temporada al Brondby IF danès.
La seva explosió va arribar el 2014 quan després de jugar mitja temporada en l'equip suec del KSF Prespa Birlik, en el qual va jugar 10 partits i va marcar 5 gols, va fitxar per l'Újpest FC hongarès. En el club hongarès va jugar tres temporades en les quals va acumular 79 partits i 19 gols, anant convocat amb la selecció de futbol de Macedònia del Nord absoluta, i sent convocat a l'Eurocopa Sub-21 de 2017, en la qual va cridar l'atenció de molts clubs europeus.

### Llevant UE
Després de la celebració de l'europeu, finalment va fitxar pel Llevant UE de la Primera Divisió d'Espanya el 17 de juliol de 2017.
El seu debut amb el Llevant va arribar en la primera jornada de Lliga, el 21 d'agost de 2017, enfront del Vila-real CF, en un partit que van guanyar els granotes per 1-0. En la segona jornada, el 26 d'agost de 2017, va arribar el seu primer gol com a llevantinista, després d'un sublim llançament de falta contra el Deportivo de la Corunya en un partit que va posar fi a empat a 2. El 16 de setembre de 2017, i en la jornada 4 de lliga, va marcar el seu segon gol amb el Llevant en l'empat (1-1) enfront del València CF, i el 21 de setembre va marcar el seu tercer gol de la temporada, el segon de falta, en la golejada del Llevant (3-0) enfront de la Reial Societat.
Després de moltes jornades amb dubtes, i en les quals va acumular bastantes suplències, va tornar a brillar en la jornada 34, després de marcar dos gols de falta consecutius, un en el minut 43 i un altre en el minut 45 del primer temps, aconseguint que el Llevant es posés per davant davant l'Athletic Club (1-2), a despit que el seu equip havia començat perdent. L'equip valencià va guanyar a San Mamés per 1 a 3. Dues jornades després va tornar a marcar de falta, en la victòria del Llevant per 0-3 davant el Club Esportiu Leganés i el 13 de maig de 2018 va ser un dels protagonistes, en marcar dos gols, de la victòria històrica del Llevant enfront del Futbol Club Barcelona per 5-4.
El 6 d'octubre va aconseguir el seu sisè gol de falta directa, de 22 llançaments, en la victòria per 0-1 davant el Getafe.

### Trabzonspor
El 12 d'agost de 2022, Bardhi va marxar a la Süper Lig turca, en fitxar pel Trabzonspor.

## Carrera internacional
Bardhi ha estat internacional amb la selecció de futbol de Macedònia del Nord sub-18, sub-19, sub-21. Va disputar a més l'Europeu Sub-21 de 2017, en el qual va marcar 2 gols.
Des de març de 2015 és internacional amb la selecció absoluta.